# Periclina inquietaria
Periclina inquietaria är en fjärilsart som beskrevs av J. Peter Maassen 1890. Periclina inquietaria ingår i släktet Periclina och familjen mätare. Inga underarter finns listade i Catalogue of Life.